# Червеночела амазона
Червеночелата амазона (Amazona autumnalis) е вид папагал от рода Амазони (Amazona) от подсемейство Неотропични папагали.

## Разпространение
Видът обитава тропическите региони на двете Америки, от източно Мексико на юг до Еквадор със специфична популация в централната част на Бразилия, където се среща във влажните вечнозелени до полушироколистни гори на надморска височина до 1100 m. На север от Коста Рика ареалът на обитание се откъсва от тихоокеанското крайбрежие продължава на север и завършва в Карибското крайбрежие на северната част на Мексико.

## Класификация
Различават се четири подвида на вида:
- Amazona autumnalis autumnalis (Линей, 1758). Разпространен в Карибските брегове от източно Мексико на юг до северна Никарагуа.
- Amazona autumnalis salvini (Салвадор, 1891). От Северна Никарагуа на юг до Колумбия и Венецуела.
- Amazona autumnalis lilacina (Лесън, 1844), западен Еквадор.
- Amazona autumnalis diadema (Спикс, 1824), ниските части на щата Рио Негро, централна Бразилия.

## Физическо описание
Червеночелата амазона е с дължина 32 – 35 cm и тегло около 310 – 480 g. Оперението ѝ е основно зелено с червено чело, а при някои подвидове и с жълти гушки, понякога напръскани с червени петънца. Темето му е покрито с пера в син цвят. Възрастните мъжки и женски екземпляри не се различават, младите имат тъмни ириси и жълтото на гушките и червеното на челото са по-бледи.

## Поведение

### Хранене
Менюто на червенозелата амазона включва плодове, ядки и семена.
При отглеждане в домашни условия, както всички папагали, така и червеночелите амазони се нуждаят от разнообразна диета, съдържаща микс от семена и пресни, подходящи за птици плодове и зеленчуци.

### Размножаване
Червеночелите амазони гнездят в дупки в дърветата. Яйцата им са бели и обикновено по 3-4 в люпило. Женската ги мъти в продължение на около 26 дни, а малките напускат гнездото около 60 дни след излюпването.

## Природозащитен статус
В някои части от местообитанието си, по-специално в Мексико и Венецуела, червеночелите амазони оредяват заради бракониерство с цел продажба като домашни любимци. Предполага се, че в природата са останали между 120 и 150 птици, което ги прави най-търсените и скъпи папагали. Един такъв папагал струва между 5000 и 8000 $
От друга страна, видът изглежда способен до голяма степен да се адаптира към променения си от антропогенни фактори хабитат.

## Отглеждане в плен
Червеночелите амазони са доста популярни като домашни любимци в Америките, някои от тях доста добре имитират човешка реч. Като повечето амазонски папагали често имат склонност шумно да крещят и понякога — да хапят. Поведението им варира: могат да са тихи, любопитни или агресивни, може да се променя с обучение, докато птицата е млада.
Както за други папагали, за вида са отровни авокадото и патладжанът.
- „Говореща“ червеночела амазона
- A. a. salvini в убежището за диви животни Кана Бланка в Коста Рика
- Оперението на главата на червеночелата амазона е характерно, но цветът на бузите варира сред подвидовете. При номиналния подвид A. a. autumnalis бузите са в яркожълто.
- A. a. lilacina се среща само на много малка територия, което го прави застрашен подвид.
- Отгледано в плен малко на червеночела амазона на възраст около 6 седмици
- Младо папагалче от вида в Коста Рика